# 좁쌀메뚜기과
좁쌀메뚜기과(-----科, 학명: Tridactylidae 트리닥틸리다이[*])는 메뚜기목에 속하는 곤충의 한 무리이다. 크기가 작고 땅강아지지를 닮았으며 성충이 되었을 때 몸길이가 20mm를 거의 넘지 못한다. 보통 광택이 있으며, 색이 짙거나 검정색이고 간혹 다색이거나 모래색을 띠기도 한다. 대개 짧은 갱도를 파고 사는데, 땅강아지와 닮은 점이 있어 영어권 등지에서는 'pygmy mole cricket'이라 부르지만, 여치아목에 속하는 땅강아지와 달리 좁쌀메뚜기과는 메뚜기아목에 속해 실제로는 서로 관련이 없다.

## 특징

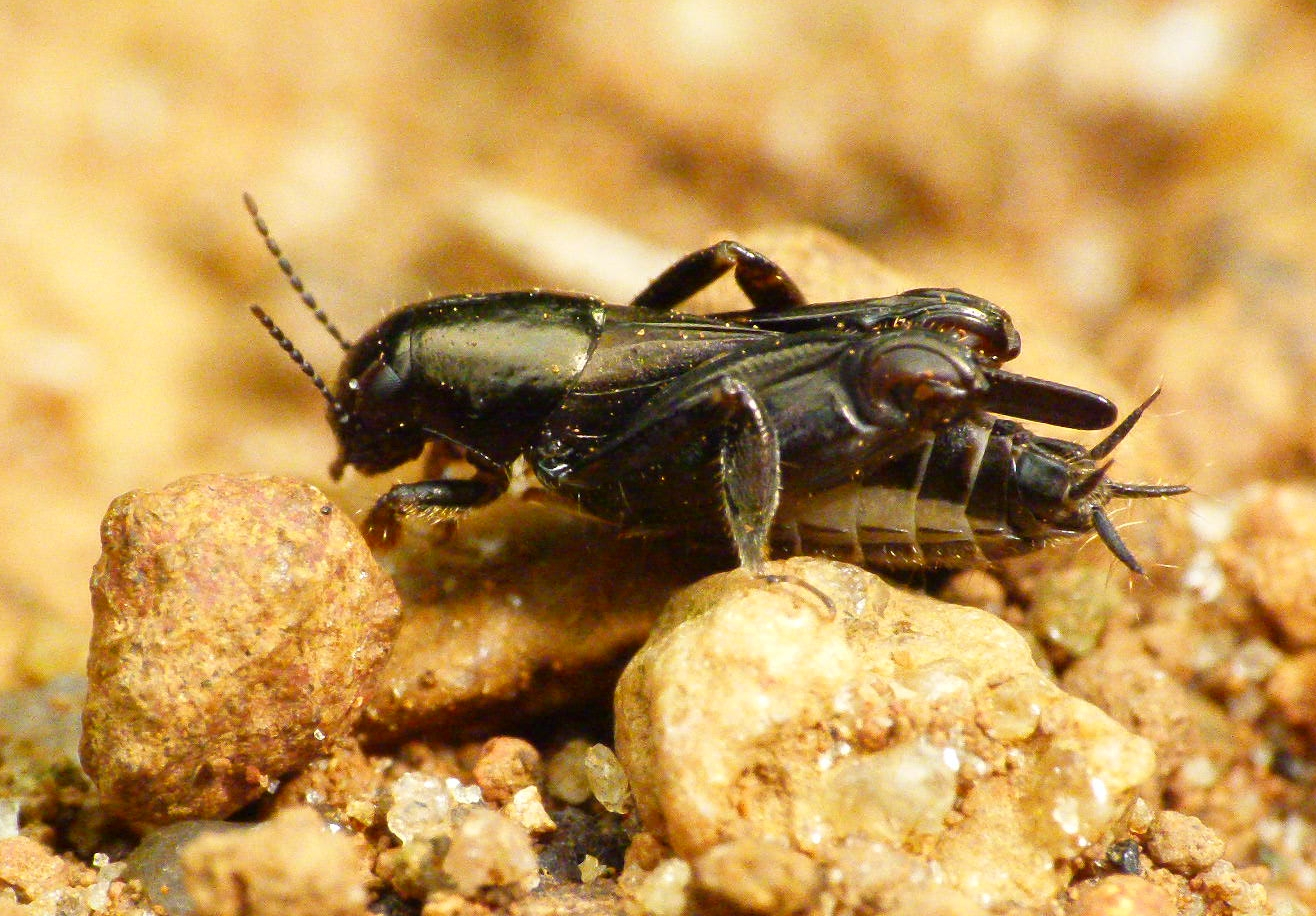
좁쌀메뚜기의 옆모습

좁쌀메뚜기과는 메뚜기목 가운데에 크기가 작은 무리이다.대부분의 종들이 몸길이가 10mm 이하이며, 일부 종들은 20mm에 달한다. 남극을 제외한 모든 대륙에 폭넓게 분포해 있지만, 군데군데 퍼져 있다. 매우 작고 눈에 띄지 않는 색을 띠기 때문에 습한 모래 토양의 얕은 굴에서 생활하여 보통 곤충학자가 아닌 사람들에게는 익숙하지 않다. 몇 가지 특이한 요소가 있는데, 예를 들어 뒷다리의 허벅지다리가 매우 커 도약하는 것에 크게 적응해 있으며, 몇몇 종에서는 뒷다리의 허벅지마디가 복부보다 매우 크다. 따라서 강력한 도약 능력을 지지해주기 위해 뒷다리의 종아리마디는 원위 방향으로 움직일 수 있는 판을 가지고 있다. 이 판들은 속에 따라 그 수가 다르며, 이를 '유영판'(natatory lamella)이라고 한다. 원래 좁쌀메뚜기류들은 종아리마디에 밀착시킨 이 판들을 보유하고 있지만, 대부분의 종들이 수영이 가능하도록 부채질할 수 있으며, 일부 종은 이를 매우 잘 할 수 있다. 심지어 물 위를 걷거나 헤엄치는 것 외에도 일부 종의 경우 잠수나 물 속 헤엄이 가능하다. 유영판이 이러한 믿기 어려운 도약을 가능하게 하는 원인일 가능성이 높다. 이 판들은 육상에서의 도약에도 도움이 될 수 있으며, 좁쌀메뚜기과는 이를 확실히 인상적으로 해낼 수 있다.
뒷다리의 종아리마디는 또한 끝 부분 주변에 연결된 가시들이 있는데, 완전히 없어지거나 흔적기관으로서 기껏해야 하나의 마디만 남아있으며, 뒷다리의 발목마디보다 더 긴 돌기들이 달린다, 좁쌀메뚜기류는 곤충의 뒷다리로는 드물게 땅을 파내는데 뒷다리의 종아리마디에 난 돌기를 사용한다. 앞다리의 발목마디는 마디가 두 개인 뒷다리 발목마디와는 다르게 두 개가 더 있다.
가죽날개는 모메뚜기과처럼 크기가 작지만, 이에 상응하는 앞가슴등판의 확장은 없다. 흔적적으로 남은 가죽날개는 각질이고 시맥이 거의 없으며 마찰기가 없다. 마찰 적응 없기 때문에 앞다리의 종아리마디에는 많은 메뚜기목에서 발견되는 고막기관이 없다. 뒷날개는 보통 배보다 더 긴 경우가 많지만 특정 종에 존재한다고 해서 이 곤충이 비행할 수 있다는 의미는 아니다.
좁쌀메뚜기과는 2쌍의 꼬리털이 달린 듯한 모습인데, 이는 실제 꼬리털 외에도 두 개의 항문옆판(제11배마디의 쪼개진 배판들로 이루어져 있다)이 매우 길쭉하고 각각의 첨지 또는 꼬리털처럼 보이는 끝마디를 가지고 있기 때문이다. 더듬이는 상당히 짧으며 보통 실 모양 또는 염주 모양으로 11개의 마디가 있다.
어떤 종들은 흔적으로 남아있는 산란관을 가지고 있는 반면, 다른 종들은 사토에 알을 쌓아두는 데 적합한 메뚜기과와 유사한 산란관을 가지고 있다.

## 분류
오래전부터 좁쌀메뚜기과의 근연성은 혼란의 원인이 되어 왔다. 원래 이들은 땅강아지와 매우 가까운 귀뚜라미과에 속하는 좁쌀메뚜기아과로 여겨졌으나, 이들의 분류 위치는 땅강아지와의 평행 또는 수렴진화 때문에 오랫동안 수용되었다.
그러나 생식기에 대한 자세한 연구는 이들이 메뚜기과에 더 가깝다는 것으로 이어졌다. 결국 이들은 샌드그로퍼과(Cylindrachetidae)와 함께 좁쌀메뚜기상과(Rentz 1996)를 형성하는 좁쌀메뚜기과로 배정되었다. 좁쌀메뚜기과에서 진흙좁쌀메뚜기과(Rippterygidae Günther 1994; Flook et al. 1999)가 갈라져 나와 두 개의 과로 쪼개졌다.
2020년 기준, 'Orthoptera Species File'에는 두 개의 현생 아과 및 절멸 아과가 등재되어 있다.

### 덴트리닥틸루스아과 (Dentridactylinae)
Auth. Günther, 1979
1. 브룬트리닥틸루스속(Bruntridactylus) Günther, 1979
2. 덴트리닥틸루스속(Dentridactylus) Günther, 1974
3. 파라트리닥틸루스속(Paratridactylus) Ebner, 1943

- †부르마닥틸루스속(Burmadactylus) Heads, 2009 백악기 세노마눔절 미얀마 호박
- †카스코그릴루스속(Cascogryllus) Poinar, 2018 백악기 세노마눔절 미얀마 호박
- †군테리닥틸루스속(Guntheridactylus) Azar & Nel, 2008 고진기 에프레절 프랑스의 우아제 호박
- †망니닥틸루스속(Magnidactylus) Xu et al. 2020 백악기 세노마눔절 미얀마 호박

### 좁쌀메뚜기아과
Auth. Brullé, 1835
- 아프로트리닥틸루스속(Afrotridactylus) Günther, 1994
- 아시오트리닥틸루스속(Asiotridactylus) Günther, 1995 - 아프리카에서 중앙아시아 사이에 분포
- 엘리페스속(Ellipes) Scudder, 1902 - 아메리카
- 네오트리닥틸루스속(Neotridactylus) Günther, 1972 - 아메리카
- 트릴로닥틸루스속(Tridactylus) Olivier, 1789
- 좁쌀메뚜기속 Latreille, 1809
- †아르카이오엘리페스속(Archaeoellipes) Heads, 2010 마이오세 도미니카 호박
- †크라토닥틸루스속(Cratodactylus) Martins-Neto, 1990 압트절 브라질의 크라투층

### 절멸 속
- †몽골록시아아과 (Mongoloxyinae) Gorochov, 1992
  - †바이속시아속(Baisoxya) Gorochov & Maehr, 2008 압트절 러시아의 자자층
  - †비르미톡시아속(Birmitoxya) Gorochov, 2010 백악기 세노마눔절 미얀마 호박
  - †크레톡시아속(Cretoxya) Gorochov, Jarzembowski & Coram, 2006 베리아절 영국의 룰워스층
  - †몽골록시아속(Mongoloxya) Gorochov, 1992 압트절 몽골의 준바인층
  - †모노닥틸로이데스속(Monodactyloides) Sharov, 1968 압트절 러시아의 자자층
- incertae sedis
  - †파락시아속(Paraxya)  Cao, Chen & Yin, 2019 백악기 세노마눔절 미얀마 호박
  - †망니닥틸루스속(Magnidactylus) Xu, Fang & Jarzembowski, 2020[7] 백악기 세노마눔절 미얀마 호박

## 생태 및 습성
좁쌀메뚜기과는 저수지, 호수, 시냇물, 이따금씩 바다 같이 물 주변에 있는 축축한 사토에 사는 습성이 있다. 이런 곳에서 작은 굴을 파고 사는데, 간혹 잡다한 풍뎅이 등의 공격성이 덜한 이웃과 함께 살기도 한다. 그들은 주로 유기 분해물, 식물질 요소, 특히 모래 알갱이를 덮고 있는 미세조류를 먹는 것으로 보인다. 따라서 이들은 주로 빛에 노출된 습한 토양을 먹이로 삼기 위해 나타나는데, 이는 좁쌀메뚜기들이 먹이로 의존하는 조류의 생장 여지를 남겨준다.
일부 종의 번식은 갱도 안에서 이루어지며, 알을 수십 개씩 낳는다. 산란관이 잘 발달한 다른 종들은 습한 토양에서 알을 하나씩 낳지만, 적어도 일부 종은 이후로 진흙좁쌀메뚜기과 내에 속하며 또한 좁쌀메뚜기아과에도 속한다. 이러한 생물적 세부 요소에 대한 정보는 많지 않다.